# Natan Stratievski
Natan Borissovitch Stratievski (en russe : Натан Борисович Стратиевский) est un aviateur soviétique, né le 22 décembre 1920 et décédé le 25 août 2003. Navigateur radio et as de la Seconde Guerre mondiale, il fut distingué par le titre de Héros de l'Union soviétique.

## Carrière
Natan Stratievski est né le 22 décembre 1920 à Odessa. 
Il fut tout d'abord électromécanicien dans les chemins de fer soviétiques. Il rejoignit l'Armée rouge en 1939. Le lendemain de l'invasion allemande de l'Union soviétique, le 23 juin 1941, il effectua sa première mission de combat avec pour pilote le starchi leïtenant Alexeï Smirnov. Il vola pendant toute la guerre sur un bombardier Petliakov Pe-2 au sein du 99e régiment aérien de bombardiers (99.BAP), rebaptisé 96e régiment de la Garde (96.GuBAP) et termina la guerre comme lieutenant (starchi leïtenant). Il effectua sa dernière mission de combat : le 16 avril 1945.
Il fut l'un des rares radio-navigateurs à recevoir le titre de Héros de l'Union soviétique, dont le nombre total de décorés s’élève à 18 seulement.
Il est décédé à Moscou le 25 août 2003.

## Palmarès et décorations

### Tableau de chasse
Natan Stratievski est crédité en tant que radio et mitrailleur de bord, de 10 victoires homologuées dont 5 individuelles et 5 en coopération, obtenues au cours de 238 missions et 67 combats aériens.
Il est également crédité de la destruction de 7 avions au sol.

### Décorations
- Héros de l'Union soviétique le 23 février 1942 (médaille no 5365)
- Ordre de Lénine
- Ordre du Drapeau rouge
- Ordre de la Guerre Patriotique de 1re et 2e classe
- Deux fois décoré de l'ordre de l'Étoile rouge